# Westlicher Gabelstreifenmaki
Der Westliche Gabelstreifenmaki (Phaner pallescens) ist eine Primatenart aus der Gruppe der Lemuren.

## Merkmale
Westliche Gabelstreifenmakis zählen zu den kleinsten und am hellsten gefärbten Vertretern der Gabelstreifenmakis. Sie erreichen eine Kopfrumpflänge von 25 bis 28 Zentimetern, wozu noch ein 31 bis 33 Zentimeter langer Schwanz kommt. Das Gewicht beträgt rund 300 bis 350 Gramm. Ihr Fell ist an der Oberseite in einem hellen Graubraun – manchmal mit einem Stich ins Silberne – gefärbt, die Unterseite ist weißlich-gelb. Die hinteren zwei Drittel des langen Schwanzes sind dunkler als der restliche Körper. Die für die Gabelstreifenmakis typische Gesichtszeichnung – zwei dunkle Streifen, die sich von der Oberseite des Kopfes über die Augen bis zur Schnauze erstrecken – sind bei dieser Art nur schwach ausgeprägt, ebenso der Aalstrich am Rücken.

## Verbreitung und Lebensraum

Verbreitungsgebiet (rot) des Westlichen Gabelstreifenmakis auf Madagaskar

Westliche Gabelstreifenmakis kommen wie alle Lemuren nur auf Madagaskar vor. Sie haben das größte Verbreitungsgebiet aller Gabelstreifenmakis und bewohnen weite Teile der westlichen Küste ihrer Heimatinsel. Ihr Lebensraum sind verschiedene Waldtypen, bevorzugt werden jedoch Trockenwälder.

## Lebensweise
Diese Primaten sind nachtaktive Baumbewohner. Tagsüber schlafen sie in Baumhöhlen, meist in der Kronenregion der Bäume. Bei der Abenddämmerung beginnen sie ihre Aktivitätsphase, die sich bis zum Morgengrauen erstreckt. Dabei bewegen sie sich vorwiegend auf allen vieren durch das Geäst. Sie leben in monogamen Familiengruppen, in denen die Paare zumindest für mehrere Jahre beieinanderbleiben. Tagsüber schlafen sie gemeinsam, auch in der Nacht treffen die Partner immer wieder aufeinander, etwa zur gegenseitigen Fellpflege, die Nahrungssuche erfolgt jedoch allein. 
Es sind sehr vokale Tiere. Mit verschiedenen Rufen halten die Partner untereinander Kontakt und weisen auch andere Gruppen auf das eigene Streifgebiet hin. Die Reviere überlappen sich kaum mit denen anderer Gruppen, es kommt jedoch häufig zu Begegnungen an den Reviergrenzen. Dabei interagieren Weibchen und Jungtiere aus verschiedenen Gruppen miteinander und pflegen sich gegenseitig das Fell – Männchen reagieren hingegen aggressiv auf gruppenfremde Männchen und Weibchen.

## Nahrung
Wie alle Gabelstreifenmakis ernähren sie sich vorwiegend von Baumsäften. Sie zeigen einige Anpassungen an diese Ernährung, so sind die Hände und Füße vergrößert und die Fingernägel gekielt, was einen besseren Halt an den Baumstämmen ermöglicht. Die vorderen Zähne stehen nach vorn, was das Annagen der Baumrinde erleichtert, und die Zunge ist relativ lang. Neben Baumsäften fressen sie auch Blüten, Nektar und Insekten. Dank ihrer Nektarernährung spielen sie eine wichtige Rolle bei der Bestäubung von Affenbrotbäumen.

## Fortpflanzung
Die Paarung erfolgt im November, im Februar oder März kommt meist ein einzelnes Jungtier zur Welt. Dieses verbringt seine ersten Lebenswochen in der elterlichen Baumhöhle und trennt sich mit etwa drei Jahren von seiner Geburtsgruppe.

## Gefährdung
Die IUCN stuft die Art als „stark gefährdet“ (endangered) ein.